# Yozo Aoki
Yozo Aoki (青木 要三, Aoki Yozo, 10 april 1929 – 23 april 2014) was een Japans voetballer die als verdediger speelde.

## Japans voetbalelftal
Yozo Aoki debuteerde in 1955 in het Japans nationaal elftal en speelde 1 interland.

## Statistieken
| Japans voetbalelftal | Japans voetbalelftal | Japans voetbalelftal |
| Jaar                 | Wed.                 | Dlp.                 |
| -------------------- | -------------------- | -------------------- |
| 1955                 | 1                    | 0                    |
| Totaal               | 1                    | 0                    |